# Aenictequoidea
Aenictequoidea Kethley, 1977 é uma superfamília de ácaros pertencente à coorte Antennophorina da subordem Trigynaspida, que inclui quatro famílias.

## Lista de famílias
A superfamília Aenictequoidea inclui as seguintes famílias:
- Aenictequidae Kethley, 1977
- Messoracaridae Kethley, 1977
- Physalozerconidae Kethley, 1977
- Ptochacaridae Kethley, 1977